# Ludwik Stasiak
Ludwik Józef Stasiak (ur. 13 sierpnia 1858 w Bochni, zm. 3 grudnia 1924 tamże) – polski malarz, rysownik, pisarz, dziennikarz, publicysta, historyk sztuki i wydawca. Jego dorobek malarski obejmuje obrazy rodzajowe, historyczne, religijne, pejzaże, alegorie, portrety, autoportrety i dioramy. Ludwik Stasiak był także wziętym ilustratorem popularnych magazynów: „Bluszczu”, „Kłosów”, „Biesiady Literackiej”, „Ziemi”, „Tygodnika Illustrowanego”, „Wędrowca”, oraz autorem popularnych powieści historycznych i rozpraw publicystyczno-naukowych. Stasiak obok Włodzimierza Tetmajera, Wincentego Wodzinowskiego, Stanisława Radziejowskiego i Kacpra Żelechowskiego zaliczany jest do nurtu chłopomanii. Często tematem jego obrazów było piękno wiejskiego krajobrazu, życie codzienne wsi i obrzędy ludowe.

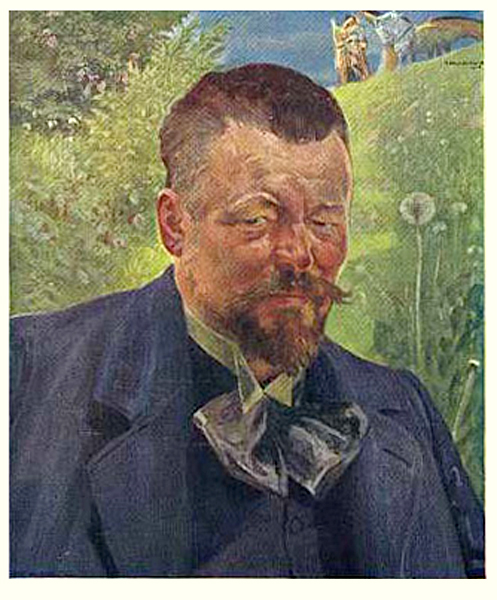
Jacek Malczewski: Portret Ludwika Stasiaka

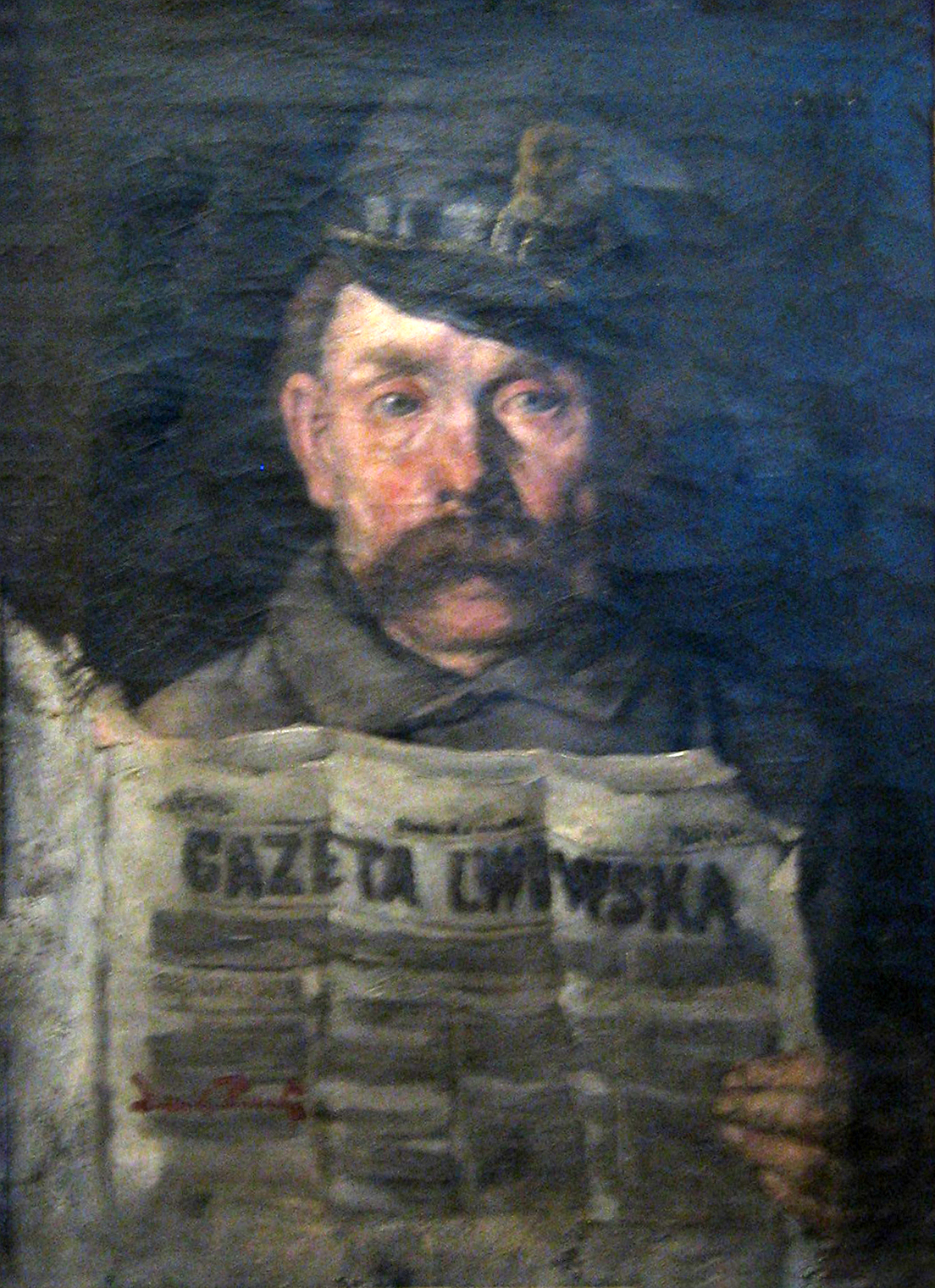
Pocztylion, Lwowska Galeria Obrazów

## Życiorys
Ludwik Stasiak urodził się w rodzinie mieszczańskiej. Ojciec, Walenty, pracował w bocheńskiej kopalni soli, matka Józefa z Bieniasiewiczów zajmowała się domem. Wczesne dzieciństwo spędził w Bochni przy obecnej ulicy Konstytucji 3 Maja. Edukację rozpoczął w tamtejszym gimnazjum niższym, następnie wyjechał do Krakowa, by kontynuować naukę w Gimnazjum św. Jacka. Po zdaniu matury tamże, w 1879 roku rozpoczął studia na dwóch kierunkach równocześnie, wybierając filozofię na Uniwersytecie Jagiellońskim i malarstwo w Krakowskiej Szkole Sztuk Pięknych. Po dwóch latach zrezygnował ze studiów filozoficznych, poświęcając się malarstwu. Krakowskimi nauczycielami Stasiaka byli: Feliks Szynalewski, Izydor Jabłoński, Władysław Łuszczkiewicz, Florian Cynk, Leopold Löffler i przede wszystkim Jan Matejko do którego szkoły kompozycyjnej uczęszczał. W okresie studiów kilka razy został wyróżniony przez Towarzystwo Przyjaciół Sztuk Pięknych. W roku 1886, po ukończeniu Szkoły, Ludwik Stasiak wyjechał za granicę, doskonalić technikę malarską. Zatrzymał się w Wiedniu, gdzie doskonalił warsztat pod okiem profesora Augusta Eisenmengera i dalej przez dwa lata w przebywał w monachijskich pracowniach u A.W. Wagnera i Aleksandra von Liezen-Mayera.
Po powrocie do kraju, Ludwik Stasiak wysyłał swoje prace na krajowe wystawy malarskie. W latach 1884–1901 Stasiak wystawił w Salonie Towarzystwa Przyjaciół sztuk Pięknych łącznie 142 obrazy. Od roku 1884 regularnie też prezentował swoje prace w warszawskiej Zachęcie.
Ludwik Stasiak był jednym z gości weselnych na ślubie swego przyjaciela Włodzimierza Tetmajera z 16-letnią Anną Marią Mikołajczykówną, który odbył się 11 sierpnia 1890 r. w Bronowicach. Ten pierwszy ślub młodopolski wzburzył umysły mieszkańców Krakowa, i nie pozostał bez wpływu na twórczość Ludwika Stasiaka. To właśnie w domu Włodzimierza i Anny rozgrywa się akcja późniejszego słynnego Wesela Wyspiańskiego.
W roku 1890 znany kolekcjoner i mecenas sztuki, hrabia Ignacy Korwin-Milewski kupił do swojej kolekcji pierwszych kilka rodzajowych płócien Stasiaka, by później uzupełniać ją o dalsze prace autora. Przy pomocy Korwin-Milewskiego doszło także do otwarcia pierwszej, indywidualnej wystawy młodego artysty w 1893 r., w Krakowie. 31 lipca 1890 Stasiak ożenił się z Marią Antecką. Ich syn, Tadeusz, również próbował swoich sił w malarstwie.
W roku 1895 po powtórnym pobycie w Wiedniu, Monachium i Norymberdze, a także po okresie pobytu w Poznaniu i Warszawie powrócił do rodzinnej Bochni.
Bocheńska pracownia Stasiaka tętniła życiem, odwiedzana przez przyjaciół: Jacka Malczewskiego, Wincentego Wodzinowskiego, Włodzimierza Tetmajera, Kaspra Żelechowskiego, Tadeusza Okonia, Jana Kasprowicza, Władysława Skoczylasa, Antoniego Broszkiewicza, Antoniego i Tadeusza Waśkowskich i innych.
W 1895 r., na wystawie krakowskiego Towarzystwa Sztuk Pięknych artysta zdobył pierwszą nagrodę za obraz „Pielgrzymka na Jasną Górę”. W roku 1900 uczestniczył w zorganizowanej z dużym rozmachem w Kijowie, wystawie malarstwa polskiego. W tym samym roku, na Pierwszej Wystawie Rybackiej w Warszawie, pokazał dioramę „Obława na łososia w Pieninach”, która zdobyła uznanie publiczności i krytyków.
W 1898 roku w celu wyparcia z handlu reprodukcji obcych autorów, zwłaszcza prac malarzy niemieckich i austriackich, i zastąpieniem ich reprodukcjami dzieł polskich, Stasiak założył w Bochni Wydawnictwo Obrazów Treści Religijnej, przekształcone 10 lat później w Wydawnictwo Dzieł Sztuki Stella. W wydawnictwie pełnił funkcję kierownika artystycznego i wiele z jego prac ukazało się później w formie barwnych reprodukcji pocztówkowych. 
Około roku 1901 zainteresowania Ludwika Stasiaka zaczęły oddalać się od malarstwa, a koncentrować na działalności literackiej. Spod jego pióra wyszedł cały szereg powieści historycznych, nowel i humoresek. Do najpopularniejszych powieści należą: Bandenburg, Skarbiec króla Kazimierza, Obrona Sztandaru, Krwawe Ręce, Powieść z dziejów rzezi Galicyjskiej, Rycerze śpiący w Tatrach, W Zapadłym szybie, Małomieszczanie i trzy tomiki humoresek.
Ulubionym tematem opowiadań historycznych były historie związane z mieszczaństwem polskim. Podczas archiwalnych badań historycznych, Stasiak zainteresował się największą postacią średniowiecznego Krakowa – Witem Stwoszem. Podał w wątpliwość powszechne przekonanie o niemieckim pochodzeniu rzeźbiarza, znajdując cały szereg nieścisłości w niemieckich źródłach historycznych. W 1909 napisał kilka dziennikarskich artykułów w których podważał główne tezy niemieckiej historii sztuki XII–XVII wieku twierdząc, że ogromna spuścizna artystyczna Krakowa w przeciwieństwie do powszechnie panującego przekonania o jej norymberskich korzeniach, ma autonomiczny charakter. Dowody na wysuwane tezy zawarł Stasiak w książkach: Prawda o Piotrze Vischerze, O narodowości Wita Stwosza i Rewindykacja własności naszej, Wit Stwosz źródłem natchnień Albrechta Duerera i później w książce Wit Stwosz, jego życie i jego dzieła.
Ludwik Stasiak pochowany jest w Bochni, na Cmentarzu Komunalnym przy ul. Orackiej.
Rada Miejska miasta Bochni ogłosiła rok 2008 rokiem Ludwika Stasiaka.
Obrazy malarza można obejrzeć m.in. w Muzeum Narodowym w Krakowie, w Muzeum im. Stanisława Fischera w Bochni oraz w innych muzeach i kolekcjach prywatnych.

## Prace artysty
Niektóre tytuły bardziej znanych obrazów artysty:
- Refleksje
- W kruchcie kościelnej
- Ostatni nabój
- Scena z Nie-boskiej Komedii
- Pielgrzymka na Jasną Górę
- Gwiazda Trzech Króli
- Posłaniec
- Podszepty
- Przed zwrotnicą
- Polowanie na niedźwiedzia w Tatrach
- Orszak weselny ze starostą
- Na poprzek drogi
- Oczepiny na Podhalu
- Legenda
- Pejzaż górski
- W ogrodzie
- Nabożeństwo cechowe
- Pejzaż nadwodny
- Twardowski
- Kamienie młyńskie
- Kościuszko w Solurze
- Kwitnący sad
- Dziewczyna na grzybobraniu
- Pejzaż zimowy
- Dmuchawce
- Odpoczynek przy drodze
- W lesie
- Wśród maków
- Wesołego Alleluja
- Pejzaż leśny z kobietą zbierająca kwiaty
- Zorza
- Żniwa
- Cykle z kwiatami
- Portrety i autoportrety

Prace literackie Ludwika Stasiaka:
- Brandenburg – kraina słowiańskich mogił
- Skarbiec króla Kazimierza
- Obrona sztandaru
- Krwawe Ręce, powieść z dziejów rzezi Galicyjskiej
- Rycerze śpiący w Tatrach
- Srebrny dzwon powieść z dziejów dawnego mieszczaństwa polskiego, Kraków 1913
- W Zapadłym szybie
- Małomieszczanie
- Humoreski I–III
- Prawda o Piotrze Vischerze
- O narodowości Wita Stwosza
- Rewindykacja własności naszej – Kraków 1911
- Polska plastyka średniowieczna – Kraków 1912
- Wit Stwosz źródłem natchnień Albrechta Duerera
- Wit Stwosz jego życie i jego dzieła